# Ишковце
Ишковце (слч. Ižkovce) насељено је мјесто са административним статусом сеоске општине (слч. obec) у округу Михаловце, у Кошичком крају, Словачка Република.

## Становништво
| Година:    | 1994. | 2004.   | 2014.   | 2024.   |
| ---------- | ----- | ------- | ------- | ------- |
| Број људи: | 107   | 113     | 102     | 92      |
| Разлика:   |       | +5,60 % | -9,73 % | -9,80 % |

| Година:    | 2023. | 2024. |
| ---------- | ----- | ----- |
| Број људи: | 92    | 92    |
| Разлика:   |       | +0 %  |

Према подацима о броју становника из 2011. године насеље је имало 108 становника.